# Sagoserien
Sagoserien, Niloebiblioteket, var en serie med sagosamlingar utgivna av Niloé.
| Författare/redaktör                      | Titel                                                         | Originaltitel             | Illustratör                    | Utgivningsår |
| ---------------------------------------- | ------------------------------------------------------------- | ------------------------- | ------------------------------ | ------------ |
| Wilhelm Hauff                            | Sagor                                                         |                           | Ruth Koser-Michaëls            | 1976         |
| Hans Christian Andersen                  | Sagor                                                         |                           | Ruth Koser-Michaëls            | 1979         |
| Jacob Grimm                              | Bröderna Grimms sagor                                         | Kinder- und Hausmärchen   | Ruth Koser-Michaëls            | 1981         |
| Carlo Collodi                            | Pinocchio                                                     | Le avventure di Pinocchio | Val Munteanu                   | 1983         |
|                                          | Tusen och en natt                                             |                           | Martin och Ruth Koser Michaëls | 1983         |
| Erik Jelde                               | Sagor från hela världen                                       |                           | Martin och Ruth Koser-Michaëls | 1984         |
|                                          | Kinesiska sagor                                               | Chinese fairy tales       | Serge Rizzato                  | 1986         |
|                                          | Indiska sagor: Tre prinsars underbara äventyr, ur Mahabharata | Tales of India            | Serge Rizzato                  | 1986         |
| Peter Christen Asbjörnsen och Jörgen Moe | Norska folksagor                                              |                           | Theodor Kittelsen              | 1988         |